# Myxochloridaceae
Famille
Les Myxochloridaceae sont une famille d'algues de l'embranchement des Ochrophyta  de la classe des Xanthophyceae et de l’ordre des  Rhizochloridales.

## Étymologie
Le nom vient du genre type Myxochloris, composé du préfixe myxo-, du grec μυξα / myxa « mucosité », et du suffixe chlor-, « en rapport avec la couleur verte », littéralement « mucosité verte  ».

## Description
Le Myxochloris est un organisme qui, à l'état adulte, peut être solitaire ou à plusieurs, dans les cellules aquatiques de sphaignes (plante bryophyte aquatique), sous la forme de grandes cellules plurinucléées (plusieurs noyaux), pourvues de nombreux chromatophores.

## Liste des genres
Selon AlgaeBase (5 avril 2022) :
- Myxochloris Pascher, 1930